# Lijst van voetbalinterlands Canada - Sovjet-Unie
Deze lijst van voetbalinterlands is een overzicht van alle officiële voetbalwedstrijden tussen de nationale teams van Canada en de Sovjet-Unie. De landen speelden een keer tegen elkaar. Dat was een groepswedstrijd tijdens het Wereldkampioenschap voetbal 1986 op 9 juni 1986 in Irapuato (Mexico).

## Wedstrijden
| № | Plaats   | Datum       | Competitie | Wedstrijd            | Uitslag |
| - | -------- | ----------- | ---------- | -------------------- | ------- |
| 1 | Irapuato | 9 juni 1986 | WK 1986    | Sovjet-Unie – Canada | 2 – 0   |

## Samenvatting
| Competitie   | Totaal gespeeld | Winst Canada | Gelijk | Winst Sovjet-Unie | Doelsaldo Canada – Sovjet-Unie |
| ------------ | --------------- | ------------ | ------ | ----------------- | ------------------------------ |
| WK-eindronde | 1               | 0            | 0      | 1                 | 0 − 2                          |
| Totaal       | 1               | 0            | 0      | 1                 | 0 − 2                          |

Wedstrijden bepaald door strafschoppen worden, in lijn met de FIFA, als een gelijkspel gerekend.